# Узбережжя Белізу
Узбережжя Белізу простягається від дельти Ріо-Ондо (Río Hondo) на кордоні з Мексикою на півночі до дельти Сарстун на кордоні з Гватемалою на півдні.

## Географія
Узбережжя умовно поділяється на кілька ділянок:

### Узбережжя округу Коросаль
Чимало території округу омивається Карибським морем, відтак на межі моря і суші сформувалося узбережжя із: затоками, бухтами, островами, скелями та лагунами, рифами й мілинами.
| - Затока Четумаль; - Бухта-затока Коросаль (Corozal Bay); - Кетфіш Байз (Catfish Bight); - Ловріс Байз (Lowry's Bight); - Воррі Байз (Warree Bight); - Острів Росаріо (Cayo Rosario); - Дула (Dula Cay); - Людина війни (Man of War Cay); - Москіто (Mosquito Cay); - Шіпстерн (Shipstern Cay); - Янгс (Youngs Cay); | - Висока Круча (High Bluff); - Коул (Punta Caul); - Консейо (Punta Consejo); - Роккі (Rocky Point); - Санд (Sand Point); - Спеніш (Spanish Point); - Круча (The Bluff); - Воррі (Warree Point); |

## Історичні та культурні пам'ятки
Територія округу Коросаль, ще здавна була заселена, зокрема вздовж його берегової лінії та на берегах великих річок. Свідченням тому давні поселення цивілізації мая, руїни чиїх міст починають досліджувати в країні. На території округу розташовані дві знакові місцини періоду давніх мая: Санта-Рита-Коросаль (або давній Четумаль), Керрос (від назви якого й постав цей округ). Дослідники не зупинилися на тому і відшуковують інші давні артефакти, так археологам вдалося відшукати руїни ще одного поселення Авентура (Aventura). З розвитком сучасних технологій стало можливим відкриття нових місць, але чорна археологія та меркантильність місцевого люду можуть знівелювати всі зусилля вчених.
Віднайденні поселення:
- Санта-Рита-Коросаль — давній Четумаль);
- Керрос — чи не єдине поселення-порт мая на морі;

Пам'ятки в стані розкопок:
- Авентура (Aventura Maya ruin);
- Шіпстерн (Shipstern Maya ruin);
- Сартенея (Sarteneja Maya ruin);